# Greyjev napad
Greyev napad je bila serija vojaški napadov, ki so jih v Massachusettsu izvedle  britanske sile pod poveljstvom generalmajorja Charlesa Greya septembra 1778 med ameriško revolucionarno vojno. Grey je z 4.000 vojaki napadel mesti New Bedford, Massachusetts in Fairhaven, Massachusetts skupaj z Martha's Vineyard kot del severnega prizorišča ameriške revolucionarne vojne po Saratogi. Napadi so bili eni prvih v seriji napadov, ki so jih Britanci izvedli na ameriške obalne skupnosti.
Greyjeva sila je bila prvotno mišljena kot pomoč britanski garniziji v Newportu, Rhode Island, ki je bila na kratko oblegana, vendar so prispele, ko so se ameriški oblegovalci že umaknili. General Sir Henry Clinton je Greyjeve čete preusmeril na izvajanje napadov. 5. in 6. septembra je Grey napadel New Bedford in Fairhaven, pri čemer je naletel na znaten odpor le v Fairhavnu. Njegove čete so uničile skladišča, ladje in zaloge v New Bedfordu, kjer so naletele na rahel odpor lokalne milice; v Fairhavnu, kjer je imel odpor milice dodaten čas za organizacijo, so poškodovale manj ameriških utrdb. Nato je odplul proti Martha's Vineyard, ki ni bil branjen. Med 10. in 15. septembrom so njegovi prebivalci predali 10.000 glav ovac in 300 volov ter večino orožja na otoku.